# 羊范镇
羊范镇是中国河北省邢台市邢台县下辖的一个镇。2020年6月，羊范镇划归信都区管辖。

## 行政区划
羊范镇下辖以下地区：
羊范村、伍仲村、王村、大路村、小路村、南唐村、北唐村、东侯兰村、西侯兰村、祁村、喉咽村、固坊村、东坚固村、许坚固村、中坚固村和西坚固村。